# Glaucocharis vermeeri
Glaucocharis vermeeri is een vlinder uit de familie van de grasmotten (Crambidae). De wetenschappelijke naam van de soort is voor het eerst geldig gepubliceerd in 1965 door Stanisław Błeszyński.